# Sermitsiaq (Berg, Nuup Kangerlua)
Der Sermitsiaq („Mittelgroßer Gletscher“; dänisch Sadlen „Sattel“) ist ein 1210 m hoher grönländischer Berg im Distrikt Nuuk in der Kommuneqarfik Sermersooq.

## Lage

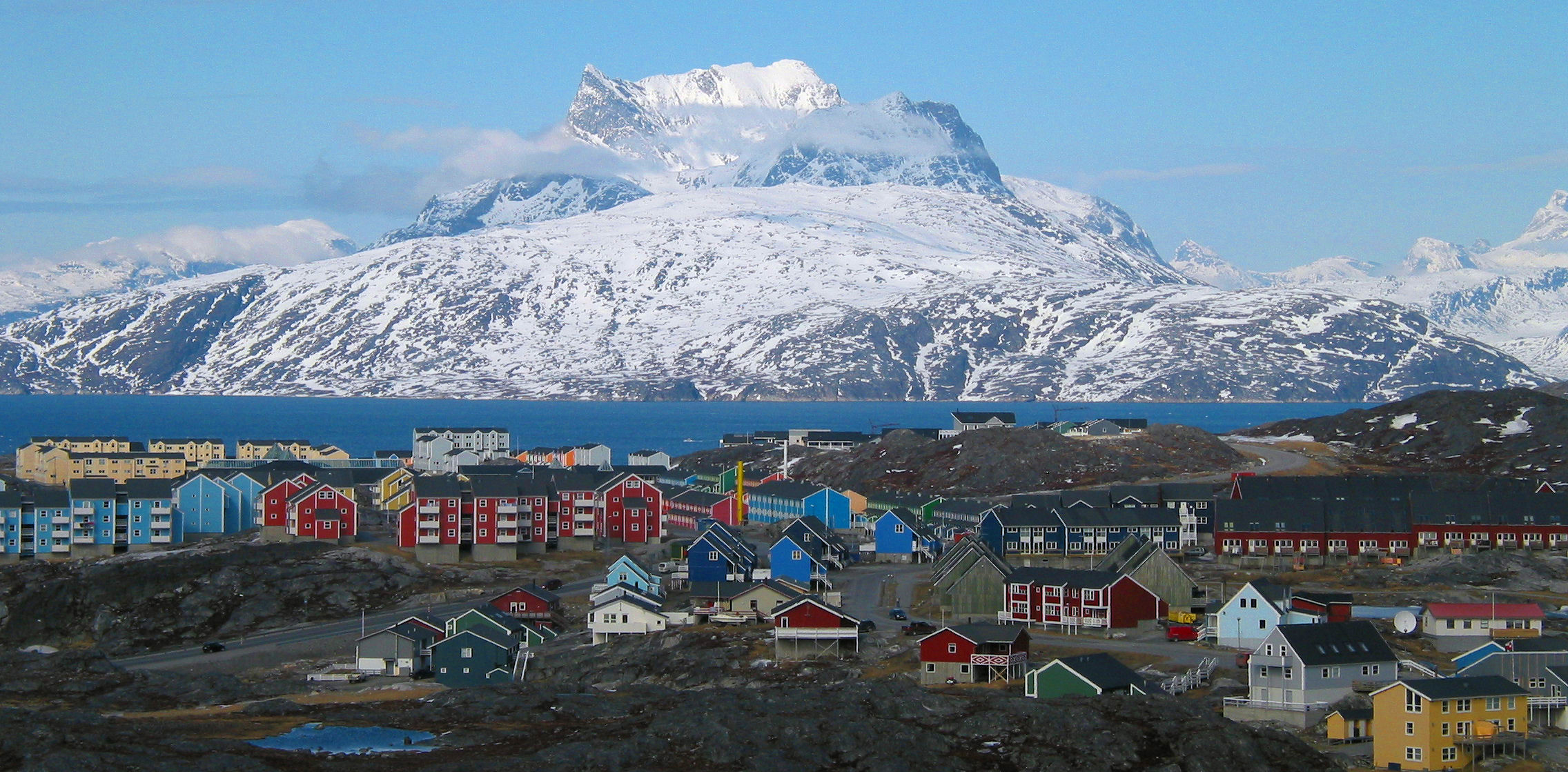
Nuuk mit dem Sermitsiaq im Hintergrund

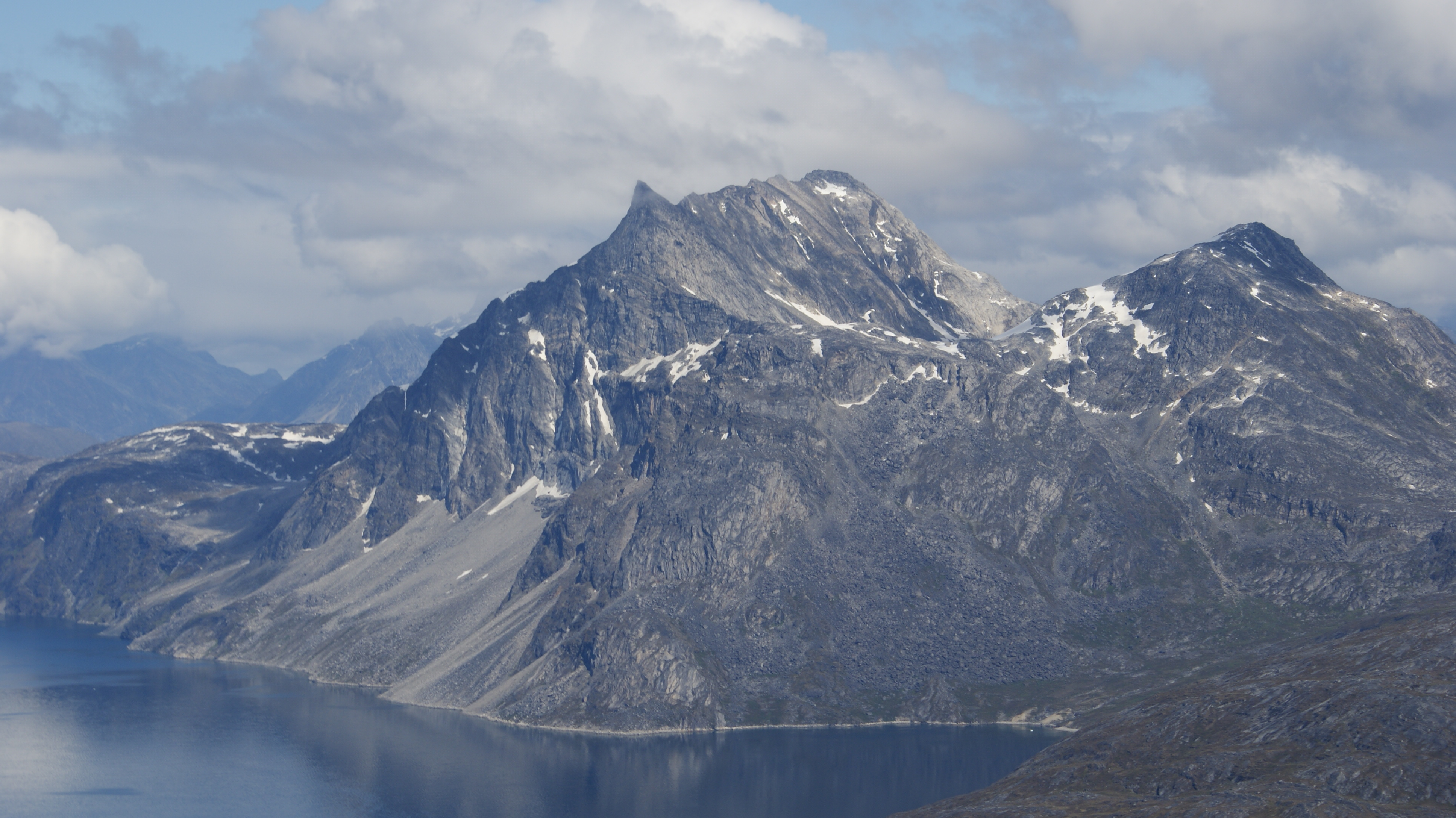
Der Sermitsiaq von Westen aus gesehen

Der Sermitsiaq liegt etwa 15 km nordöstlich von Nuuk im Zentrum der gleichnamigen Insel (Sadelø) im Nuup Kangerlua (Godthåbsfjord). Der Gipfelbereich wird von einem scharfen West-Ost-gerichteten Grat geprägt, in dessen Verlauf drei Gipfelpunkte emporragen. Diese ähneln einem Sattel, welcher dem Berg und der Insel ihre dänischen Namen gegeben haben. Während die Südseite des Sermitsiaq von steilen Felswänden geprägt ist, ist die Nordseite des Berges stark vergletschert. Am Berg gibt es einen Wasserfall, der ein beliebtes Touristenziel ist.
Aufgrund seiner markanten Form gilt er als Wahrzeichen der Stadt Nuuk und ist auch im Wappen der ehemaligen Gemeinde Nuuk abgebildet. Die Zeitung Sermitsiaq, eine der zwei grönlandweiten Zeitungen, ist nach dem Berg benannt.